# Õ
Õ, õ – litera alfabetu łacińskiego o nazwie o tylda używana w języku estońskim, portugalskim, võro, wietnamskim oraz w etnolekcie śląskim;
- w języku estońskim i języku võro jest przypisana samogłosce [ɤ] (półprzymkniętej tylnej niezaokrąglonej),
- w języku portugalskim reprezentuje samogłoskę [õ] (nosową półprzymkniętą tylną zaokrągloną),
- w języku wietnamskim zapisuje się nią „skrzypiącą” wersję samogłoski [ɔ] (półotwartej tylnej zaokrąglonej)
- w etnolekcie śląskim wymowa tej litery jest podobna do polskiego „ą”